# Alexander Schlintner
Alexander Schlintner (27 januari 1998) is een Oostenrijks skeletonracer.

## Carrière
Schlinter maakte zijn wereldbekerdebuut in het seizoen 2020/21 toen hij aan een wereldbekerwedstrijd deelnam en 39e werd in het eindklassement. In het seizoen 2021/22 neemt hij opnieuw deel aan de wereldbeker en behaalde een 26e plaats in het eindklassement.
In 2022 nam hij deel aan de Olympische Winterspelen waar hij een 17e plaats behaalde.

## Resultaten

### Olympische Spelen
| Jaar | Plaats | Resultaat |
| ---- | ------ | --------- |
| 2022 | Peking | 17e       |

### Wereldbeker
Eindklasseringen
| Seizoen   | Rang |
| --------- | ---- |
| 2020/2021 | 39e  |
| 2021/2022 | 26e  |
| 2022/2023 | 16e  |